# Tågsjöbrännan
Tågsjöbrännan este o arie protejată (arie specială de conservare — SAC, sit de importanță comunitară — SCI) din Suedia întinsă pe o suprafață de 19,2 ha, integral pe uscat.

## Localizare
Centrul sitului Tågsjöbrännan este situat la coordonatele 63°35′06″N 17°20′53″E / 63.5851°N 17.348°E.

## Înființare
Situl Tågsjöbrännan a fost declarat sit de importanță comunitară în decembrie 1995 pentru a proteja un număr necunoscut de specii din flora spontană și fauna sălbatică aflate în arealul zonei. Situl a fost protejat și ca arie specială de conservare în martie 2011.

## Biodiversitate
Situată în ecoregiunea boreală, aria protejată conține 2 habitate naturale: Taiga vestică, Mlaștini împădurite.
La baza desemnării sitului se află un număr nedeclarat de specii protejate.